# Das Wunschspiel
Das Wunschspiel ist der Erstlingsroman von Patrick Redmond. Die englischsprachige Originalausgabe erschien 1999 unter dem Titel The Wishing Game. Sie thematisiert die Psyche von Teenagern, Homosexualität und Spiritismus. Die Geschichte spielt in einem englischen Jungen-Internat der 1950er-Jahre und dreht sich um die beiden Protagonisten Jonathan und Richard, zwischen denen sich eine intensive Freundschaft entwickelt. Eines Tages entdecken die beiden ein altes Ouija (Hexenbrett), das sie fortan gegen ihre Mitschüler und Lehrer einsetzen, was letztlich mehrere Todesfälle zur Folge hat.

## Handlung
Die Handlung spielt 1954. Jonathan fühlt sich im englischen Knabeninternat Kirkston Abbey unglücklich, da er wegen seiner einfachen Herkunft gemobbt wird. Nur sein Mitschüler Richard hilft ihm in der Lateinstunde aus der Patsche. Richard sondert sich bewusst von den anderen ab, er wirkt stark und unabhängig. Beide werden unzertrennliche Freunde, zumal Richard Jonathan zeigt, wie er sich gegen den Psychoterror wehren kann. Richard überzeugt Jonathan auch, dass sie ihre Kräfte nicht nur gegen jene richten sollen, die Jonathan demütigten, sondern gegen alle, die sich ihrer Freundschaft in den Weg stellen. Ein tödliches Spiel nimmt seinen Lauf.

## Ausgaben
Der Roman erschien in Deutschland bislang in zwei gebundenen und einer Taschenbuchausgabe: 
- Bertelsmann (2000), ISBN 3570003221
- Goldmann (2003), ISBN 344245672X
- Goldmann (Tb 2002), ISBN 3442451353

## Rezensionen
Der Kritiker der FAZ Dieter Bartetzko schrieb dazu: „Was aus den Keimen wächst, die die Enge des Internatslebens legt, führt Redmond an einem Bestiarium Erwachsener vor..... Redmond hat, daran ändert sein Erfolg in England, Amerika und Italien nichts, sich als Autor einstweilen zum Narren gemacht. Doch ist sein Roman auch das Armutszeugnis eines Publikums, das Handfestes bevorzugt, den Thrill braucht, wenn es seine Seele und die anderer erzählt bekommen will.“